# ستان غولدبرغ
ستان غولدبرغ (بالإنجليزية: Stan Goldberg)‏ هو فنان قصص مصورة أمريكي، ولد في 5 مايو 1932 في نيويورك في الولايات المتحدة، وتوفي في 31 أغسطس 2014 في ذا برونكس في الولايات المتحدة بسبب سكتة.

## وصلات خارجية
- الموقع الرسمي